# Nebria nivalis
Nebria nivalis — вид жуків-турунів з підродини плотінніків. Поширений в Європейської частини Росії, на Британських островах, в Фенноскандії, Латвії, в Азії і Алясці. На відміну від Nebria rufescens зустрічається в місцевостях з нижчою температурою; живуть на невисоких гірських землях, часто поблизу кордону з льодовиками, уздовж льодовикових струмків і на узбережжях річок з холодною водою, часто з кам'янистимі та гравійнимі берегами. Іноді зустрічаються на засніжених полях у пошуках заморожених комах.
Довжина тіла імаго 9-11 мм. Зовні схожий на Nebria rufescens, але відрізняється наступними ознаками: тіло вужче, почасти більш опукле. Стегна нормально рудого (рідше на підставі блідувато) кольору. Гомілки чорного або майже чорного кольору. Надкрила з округлими плечима; борозенки надкрилий дрібно пунктіровать.